# Марсагишвили, Роман Иванович
Роман Иванович Марсагишвили (род. 4 апреля 1950 или 4 апреля 1949[…]) — советский борец вольного стиля, призёр чемпионатов СССР и Европы, победитель международных турниров, мастер спорта СССР международного класса (1971). Увлёкся борьбой в 1963 году. Участвовал в восьми чемпионатах СССР. В 1968 году выполнил норматив мастера спорта СССР. Оставил большой спорт в 1977 году.

## Спортивные результаты
- Чемпионат СССР по вольной борьбе 1971 года — ;
- Вольная борьба на летней Спартакиаде народов СССР 1971 года — .